# AutoStitch
AutoStitch est un logiciel permettant de créer des panoramas grâce à l'Assemblage de photos. Il a été développé par Matthew Brown et David Lowe du département d’informatique de l’Université de la Colombie-Britannique au Canada.
AutoStitch utilise la méthode des SIFT afin de mettre en correspondance plusieurs images.

## Publication
- (en) Matthew Brown et David Lowe, « Automatic Panoramic Image Stitching using Invariant Features », International Journal of Computer Vision, vol. 74, no 1,‎ 2007, p. 59-73 (lire en ligne [archive du 15 janvier 2014])